# Slídiči, retrívři a vodní psi

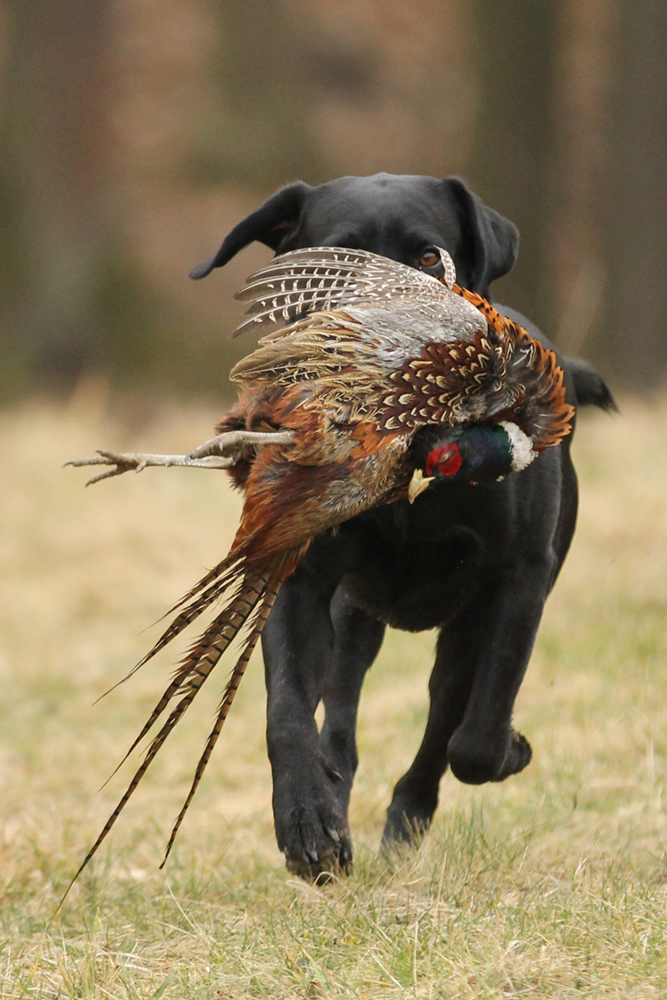
Labradorský retrívr

Slídiči, retrívři a vodní psi je skupina psích plemen dle FCI s pořadovým číslem VIII. Tato skupina nemá příliš zástupců, přesto je zde několik celosvětově velmi populárních plemen, jedná se o Labradorského a Zlatého retrívra, dále pak o Anglického kokršpaněla a Anglického špringr španěla. Všechna tato plemena jsou původně lovecká, dnes jsou ale z většiny z nich společníci. Obecně mají povahu přátelskou a milou a jsou to dobří aportéři. Někteří se cvičí i jako asistenční psi. Vzhledově jsou různorodí, ale až na výjimky se jedná o střední a velké psy. Jelikož ale většina z nich pracovala hlavně ve vodě, mají pokožku dobře chráněnou srstí. Obecně jsou to všechno snadně vycvičitelní psi, hodící se pro začínající chovatele. Tato skupina má tři sekce: Retrívři, Slídiči a Vodní psi, bez podsekcí.
Česká republika ani Slovenská republika nemají v této skupině žádné zástupce. Největší počet zástupců zde má Spojené království, odkud pochází většina retrívrů (6) a slídičů (6), ale žádný vodní pes.
Když se mluví o slídičích, jedná se většinou o španěly. Až na tři výjimky pochází všechna tato plemena ze Spojeného království. Spojuje je nekonfliktní a přátelská povaha a také dobrý vztah k vodě. Ti se využívali hlavně k nahánění zvěře v hustých podrostech, kam se velcí honiči nedostali. Hodí se pro aktivní lidi, kteří se budou svému psu věnovat.
Úkolem retrívrů (někdy zvaní také jako přinašeči) vždy bylo aportovat lovci ulovenou kořist, nejčastěji se jednalo o kachny divoké, jiné vodní ptáky nebo menší savce. Mnohým z nich tato vlastnost zůstala dodnes, proto se stále využívají ke svým původním účelům. Ale prosluli i jako dobří společenští psi. Obecně nejznámějším plemenem je labradorský a zlatý retrívr.
Vodní psi jsou, stejně jako ostatní sekce z této skupiny, sekcí psů-milovníků vody. I oni byli využívání jako aportéři z vody. Nachází se zde i dvě nejstarší plemena z této skupiny. Jedná se o Barbet a Španělský vodní pes .

## Jednotlivá plemena dle FCI

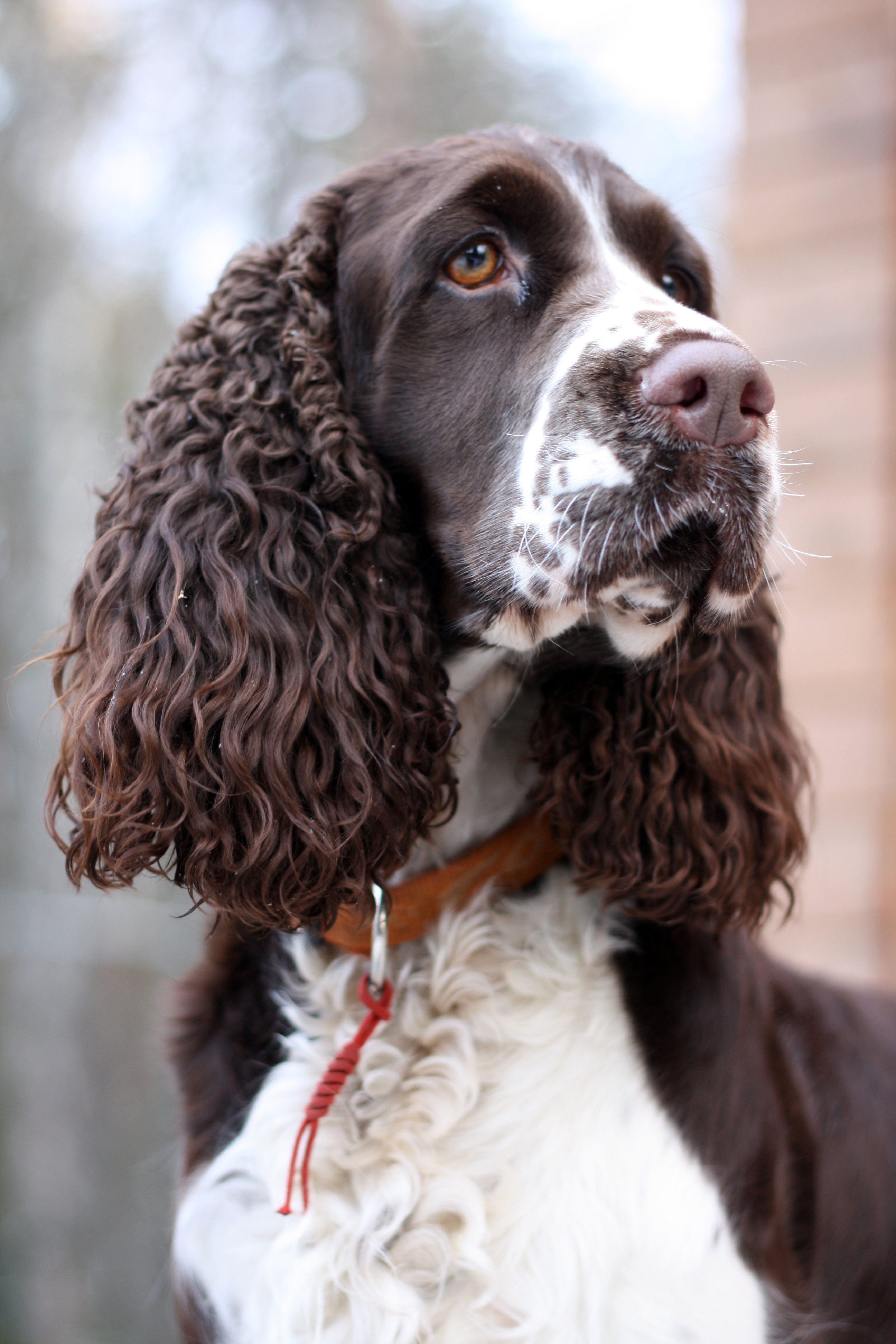
Anglický špringr španěl

Do této skupiny patří celkem 22 plemen rozdělených do tří skupin.
| Český název (ČMKU)                 | Originální název                   | Zkratka | Číslo FCI |
| I. Retrívři                        |                                    |         |           |
| Curly Coated Retriever             | Curly Coated Retriever             | CCR     | 110       |
| Flat Coated Retriever              | Flat Coated Retriever              | FCR     | 121       |
| Chesapeake Bay Retriever           | Chesapeake Bay Retriever           | CBR     | 263       |
| Labradorský retriever              | Labrador Retriever                 | LR      | 122       |
| Nova Scotia Duck Tolling Retriever | Nova Scotia Duck Tolling Retriever | NSR     | 312       |
| Zlatý retriever                    | Golden Retriever                   | GR      | 111       |
| II. Slídiči                        |                                    |         |           |
| Americký kokršpaněl                | American Cocker Spaniel            | AK      | 167       |
| Anglický kokršpaněl                | English Cocker Spaniel             | AC      | 005       |
| Anglický špringr španěl            | English Springer Spaniel           | ASS     | 125       |
| Clumber španěl                     | Clumber Spaniel                    | CS      | 109       |
| Field španěl                       | Field Spaniel                      | FS      | 123       |
| Kooikerhondje                      | Kooikerhondje                      | KOO     | 314       |
| Německý křepelák                   | Deutscher Wachtelhund              | NK      | 104       |
| Sussex španěl                      | Sussex Spaniel                     | SS      | 127       |
| Welššpringršpaněl                  | Welsh Springer Spaniel             | WSS     | 126       |
| III. Vodní psi                     |                                    |         |           |
| Americký vodní španěl              | American Water Spaniel             | AWS     | 301       |
| Barbet                             | Barbet                             | BAR     | 105       |
| Irský vodní španěl                 | Irish Water Spaniel                | IWS     | 124       |
| Lagotto Romagnolo                  | Lagotto romagnolo                  | LRG     | 298       |
| Portugalský vodní pes              | Cao de Aqua                        | PVP     | 037       |
| Španělský vodní pes                | Perro de Aqua                      | SVP     | 336       |
| Wetterhound                        | Wetterhound                        | W       | 221       |